# 吳銀善
吳銀善（韓語：오은선，1966年3月1日—），韩国女登山者，是首位攀登七大洲最高峰的韩国女性。

## 生平
在2010年4月27日，她更成了首位攀登所有八千米以上山峰的女性。然而，不少人包括她的竞争者埃杜尔纳·帕萨班都质疑她是否有登上干城章嘉峰。尽管有不少争议，但她的成就得到8000ers.com、尼泊尔登山协会和ExplorersWeb的公认。通常被认为是对这些事项的最终仲裁员伊丽莎白·霍利说，有争议的攀登记录将被登记，但仍会被标记为“有争议的”记录，除非帕萨班撤回她的投诉。首位攀登所有八千米以上山峰的登山家莱茵霍尔德·梅斯纳尔说，在会面后会肯定她的成绩。

## 登山纪录
八千米以上山峰
- 加舒尔布鲁木II峰 - 1997年7月17日[8]
- 珠穆朗玛峰 - 2004年5月20日[8]
- 希夏邦马峰 - 2006年10月3日[8]
- 卓奥友峰 - 2007年5月8日[8]
- 乔戈里峰（使用氧气瓶） - 2007年7月20日[8]
- 马卡鲁峰 - 2008年5月13日[8]
- 洛子峰 - 2008年5月26日[8]
- 布洛阿特峰 - 2008年7月31日[8]
- 马纳斯卢峰 - 2008年10月12日[8]
- 干城章嘉峰（有争议）[9] - 2009年5月6日[8]
- 道拉吉里峰 - 2009年5月21日[8]
- 南迦帕尔巴特峰 - 2009年7月10日[8]
- 加舒尔布鲁木I峰 - 2009年10月3日[8]
- 安纳布尔纳峰 - 2010年4月27日[5]

七大洲最高峰
- 2002 厄尔布鲁士峰
- 2003 迪纳利山
- 2004 阿空加瓜山
- 2004 乞力马扎罗山
- 2004 文森山
- 2004 查亚峰
- 2004 珠穆朗玛峰[8]